# Campionati del mondo di atletica leggera indoor 2025 - Staffetta 4×400 metri maschile
La gara della staffetta 4×400 metri maschile dei campionati del mondo di atletica leggera indoor 2025 si è svolta il 22 marzo 2025 a Nanchino.

## Podio
| Pos.    | Atleti                                                         | Nazionalità | Tempo   |
| ------- | -------------------------------------------------------------- | ----------- | ------- |
| Oro     | Elija Godwin Brian Faust Jacory Patterson Christopher Bailey   | Stati Uniti | 3'03"13 |
| Argento | Rusheen McDonald Jasauna Dennis Kimar Farquarson Demar Francis | Giamaica    | 3'05"05 |
| Bronzo  | Patrik Simon Enyingi Zoltán Wahl Árpád Kovács Attila Molnár    | Ungheria    | 3'06"03 |

## Situazione pre-gara

### Record
Prima di questa competizione, il record del mondo indoor e il record dei campionati erano i seguenti.
| Record                | Prestazione | Nazione                                      | Data e luogo                         | Competizione                     |
| --------------------- | ----------- | -------------------------------------------- | ------------------------------------ | -------------------------------- |
| Record mondiale       | 3'01"77     | Polonia Zalewski, Omelko, Krawczuk, Krzewina | 4 marzo 2018 Birmingham, Regno Unito | Campionati del mondo indoor 2018 |
| Record dei campionati | 3'01"77     | Polonia Zalewski, Omelko, Krawczuk, Krzewina | 4 marzo 2018 Birmingham, Regno Unito | Campionati del mondo indoor 2018 |

## Risultati

### Finale
La finale si è tenuta il 22 marzo alle ore 21:11.
| Pos     | Corsia | Atleti                                                                        | Nazionalità | Tempo   | Note                                     |
| ------- | ------ | ----------------------------------------------------------------------------- | ----------- | ------- | ---------------------------------------- |
| Oro     | 6      | Elija Godwin, Brian Faust, Jacory Patterson, Christopher Bailey               | Stati Uniti | 3'03"13 | Miglior prestazione personale stagionale |
| Argento | 5      | Rusheen McDonald, Jasauna Dennis, Kimar Farquarson, Demar Francis             | Giamaica    | 3'05"05 | Miglior prestazione personale stagionale |
| Bronzo  | 4      | Patrik Simon Enyingi, Zoltán Wahl, Árpád Kovács, Attila Molnár                | Ungheria    | 3'06"03 | Record nazionale                         |
| 4       | 3      | Zheng Chiyu, Zhang Qining, Xu Xinlong, Ju Tianqi                              | Cina        | 3'06"90 | Record nazionale                         |
| 5       | 2      | Kalinga Kumarage, H.D.R. Madushan, J.O. Shashintha Silva, S.M.S.V. Rajakaruna | Sri Lanka   | 3'10"58 | Record nazionale                         |